# Feelings (Maroon 5)
Feelings is een nummer van de Amerikaanse band Maroon 5 uit 2015. Het is de vijfde en laatste single van hun vijfde studioalbum V.
"Feelings" is een uptempo en dansbaar nummer waarin de ik-figuur een meisje probeert te overtuigen dat hij de ideale man voor haar is. In tegenstelling tot de vorige singles van het album V, werd dit nummer nergens een hit. Het wist alleen in Wallonië de tipparade te bereiken.